# Данькевич Вадим Петрович
Вади́м Петро́вич Даньке́вич (* 1959) — кандидат медичних наук, лауреат Державної премії УРСР в галузі науки і техніки.

## З життєпису
Народився 1959 року. 1981-го закінчив Київський медичний інститут ім. О. О. Богомольця. Лікар вищої категорії. 1989 року здобув вчене звання кандидата медичних наук — «Шкіропластичні операції місцевими тканинами при відкритих пошкодженнях кисті». До 2021 року був керівником травматологічного відділення Київської міської лікарні № 1.
серед робіт
- Лавреат Державної премії УРСР в галузі науки і техніки-1990 (посмертно) — «Організація хірургічної допомоги, розробка та впровадження нових методів лікування при пошкодженнях і захворюваннях кисті»; співавтори Біжко Іван Петрович, Андрусон Михайло Володимирович, Васильєв Серафим Федорович, Гулай Альберт Михайлович, Колонтай Юрій Юлійович, Міхневич Олег Едуардович, Науменко Леонід Юрійович.
- «Посібник до практичних занять з військово-польової хірургії»; Дніпропетровська державна медична академія. Кафедра травматології, ортопедії та військово-польової хірургії, 2003. Співавтори Лоскутов Олександр Євгенович; Кондрашов Анатолій Миколайович; Науменко Леонід Юрійович; Гулай Альберт Михайлович.[1]
- патент «Спосіб формування кільцеподібних зв'язок трифалангіальних пальців кисті» (1984; співавтор)